# Sceloporus stejnegeri
Sceloporus stejnegeri (лат.) — вид ящериц семейства Phrynosomatidae. Эндемик Мексики. Назван в честь Леонарда Штейнегера (1851—1943), норвежского герпетолога, который переехал в США в 1881 году и стал куратором отдела рептилий в Смитсоновском институте в 1889 году. 
Sceloporus stejnegeri живут на тихоокеанских склонах Южной Сьерра-Мадре в мексиканском штате Герреро. Они обитают в сосново-дубовых и широколиственных тропических лесах. Встречаются на высоте от 1000 до 2800 м над уровнем моря.
Яйцеживородящие ящерицы. Считаются видом под наименьшей угрозой.